# Themiste pyroides
Themiste pyroides är en stjärnmaskart som först beskrevs av Chamberlin 1920.  Themiste pyroides ingår i släktet Themiste och familjen Themistidae. Inga underarter finns listade i Catalogue of Life.